# Wacław Werner
Wacław Henryk Bonawentura Werner (ur. 14 lipca 1879 w Warszawie, zm. 29 marca 1948 w Brwinowie) – polski fizyk, nauczyciel, wykładowca Politechniki Warszawskiej, autor podręczników i opracowań dydaktycznych.

## Życiorys

### Dzieciństwo, młodość i lata studiów
Pochodził ze spolonizowanej rodziny niemieckich przemysłowców; był synem Teodora Wernera (1836–1902), założyciela Towarzystwa Akcyjnego Fabryk Metalowych „Norblin, Bracia Buch i T. Werner” w Warszawie oraz Albertyny Wilhelminy z Norblinów (1843–1912).
Wacław był piątym z kolei, najmłodszym dzieckiem Wernerów, starszymi braćmi byli: Teodor Sylwester (1867–1919), przemysłowiec, dyr. zakładów metalowych oraz Jan Stanisław (1873–1907), inż., właściciel fabryki wyrobów żelaznych.
Wacław Werner ukończył w 1896 szkołę realną w Warszawie. Podjął studia elektrotechniczne na Politechnice w Darmstadt, w 1902 zdał egzamin półdyplomowy. Następnie studiował fizykę i matematykę na Uniwersytecie Jagiellońskim oraz na uniwersytetach w Getyndze (w latach 1904–1908) i Fryburgu szwajcarskim (w latach 1908–1909).
W 1909 uzyskał doktorat na Wydziale Matematyczno-Przyrodniczym Uniwersytetu we Fryburgu, na podstawie rozprawy nt. wpływu ciągłych odkształceń na przewodnictwo cieplne i elektryczne metali (Über den Einfluss einer permanenten Dehnung auf die elektrische und thermische Leitfähigkeit der Metalle, Fryburg 1909).

### Działalność dydaktyczna
Po studiach zamieszkał w Warszawie i w latach 1909-39 był nauczycielem fizyki w Gimnazjum Janiny Tymińskiej. Wielokrotnie podnosił konieczność prowadzenia doświadczeń i eksperymentów w dydaktyce fizyki, a wobec trudnej sytuacji warszawskich szkół, zorganizował w latach 20. XX w. pierwszą międzyszkolną pracownię fizyczną w Warszawie, przy ul. Jezuickiej 4, kierował także działem sprawozdań pracowni fizycznej przy Muzeum Przemysłu i Rolnictwa w Warszawie (w latach 1921-23).
Już przed I wojną światową należał do Koła Matematyczno-Fizycznego w Warszawie, w 1913 wygłosił cykl wykładów pt. Wstęp do współczesnych teorii elektryczności. Teksty odczytów i referatów zamieszczał miesięcznik Wektor.
Działalność Koła Matematyczno-Fizycznego stanowiła zaczątek Wydziału Matematyczno-Fizycznego Towarzystwa Kursów Naukowych (TKN). Werner był wykładowcą TKN i w roku akademickim 1916/17 dziekanem Wydziału Matematyczno-Fizycznego TKN. W pracy pt. Dziesięciolecie Wolnej Wszechnicy Polskiej. Sprawozdanie z działalności Towarzystwa Kursów Naukowych Werner opublikował rozdział poświęcony Wydziałowi Matematyczno-Fizycznemu TKN (Warszawa 1917).
W 1913 wraz z Marianem Grotowskim, Marią Sadzewiczową, Stanisławem Landauem wydał pracę Z dziejów rozwoju fizyki (Warszawa 1913; wyd. 2 ukazało się pt. Dzieje rozwoju fizyki Warszawa 1931); Werner napisał rozdziały: Ruch falowy i akustyka, Kinetyczna teoria gazów i cieczy oraz Elektryczność i magnetyzm.
W 1919 należał do współzałożycieli Towarzystwa Fizycznego, przekształconego w Polskie Towarzystwo Fizyczne, od 1920 wchodził w skład Zarządu Głównego. W ramach otwartych wykładów wygłaszał liczne referaty, uczestniczył w kolejnych Zjazdach Fizyków Polskich, podczas których prezentował swe wystąpienia naukowe i dydaktyczne. Był autorem memoriału Zarządu Głównego Towarzystwa w sprawie utworzenia pracowni fizycznych w szkołach.
W związku z reformą systemu oświaty w latach trzydziestych XX w. Wacław Werner opracował programy nauczania fizyki w szkołach średnich, wchodził w skład Komisji Programowej MWRiOP. W oparciu o nowe programy przygotował podręczniki fizyki dla szkół średnich: wraz ze Stanisławem Malcem (1895–1943) wydał podręcznik dla klasy III gimnazjum (Lwów-Warszawa, 1935; podręcznik miał liczne przedruki na emigracji i w kraju po II wojnie światowej) oraz dla klasy IV gimnazjum (Lwów-Warszawa, 1936; przedruki na emigracji i w kraju).
W następnych latach, już samodzielnie, napisał podręcznik fizyki dla I klasy liceów ogólnokształcących: wydz. humanistyczny (Lwów-Warszawa, 1938, wznawiany po II wojnie) oraz dla II klasy liceów ogólnokształcących: wydz. humanistyczny (Lwów-Warszawa, 1938, przedruk w Wlk. Brytanii w 1945 i w kraju).
W latach 1928–36 współpracował z czasopismem Fizyka i Chemia w Szkole, wchodząc w skład redakcji i publikując na jego łamach artykuły i recenzje.

### Praca naukowa
Od 1915 związał się z Politechniką Warszawską, początkowo jako starszy asystent, następnie od 1918 jako adiunkt, a po habilitacji jako docent etatowy. Od 1917/18 do 1925 prowadził nieobowiązkowy wykład fizyki dla studentów Wydziału Chemii, Wydziału Budowy Maszyn i Elektrotechniki oraz ćwiczenia – Laboratorium fizyczne. W kolejnych latach Werner wykładał przedmioty: Wstęp do fizyki, Nauka o świetle i promieniowaniu, Fizyka doświadczalna, Pomiary fizyczne, Promieniowanie elektronowe oraz ćwiczenia – Laboratorium fizyczne.
W 1921 powtórzył doświadczenie szwedzkiego fizykochemika Carla Benedicksa, dotyczące efektu termoelektrycznego.
Wytypowany przez kierownika katedry fizyki na Politechnice Warszawskiej prof. Mieczysława Wolfkego pracował w latach 1925-26 w Międzynarodowym Instytucie Niskich Temperatur w Lejdzie (Holandia). Werner prowadził tam doświadczenia nad zmianami w zależności od temperatury stałej dielektrycznej (obecnie: przenikalności elektrycznej) skroplonego tlenu oraz skroplonego i zestalonego wodoru wraz z dyrektorem Instytutu – prof. Willemem Hendrikiem Keesomem, późniejszym doktorem honoris causa Politechniki Warszawskiej.
Wyniki eksperymentów Werner i Keesom przedstawili Królewskiej Akademii Nauk w Amsterdamie i opublikowali w dwóch pracach: Zależność stałej dielektrycznej ciekłego i stałego wodoru od temperatury (Sprawozdania i Prace Polskiego Towarzystwa Fizycznego 1926, toż: Versl. d. Koninklijke Akademie van Wetenschappen te Amsterdam, XXXIV, 1925) oraz Zależność stałej dielektrycznej ciekłego tlenu od temperatury (Sprawozdania i Prace Polskiego Towarzystwa Fizycznego 1926, toż: Versl. d. Koninklijke Akademie van Wetenschappen te Amsterdam, XXXV, 1926).
Rezultatem badań była rozprawa habilitacyjna pt. Stała dielektryczna gazów skroplonych i zestalonych (Warszawa 1927), na podstawie której w 1928 uzyskał veniam legendi na Wydziale Elektrycznym Politechniki Warszawskiej.

### Norblin, Bracia Buch i T. Werner
Werner był akcjonariuszem Towarzystwa Akcyjnego Fabryk Metalowych „Norblin, Bracia Buch i T. Werner” w Warszawie, utworzonego m.in. przez jego ojca Teodora Wernera. 
Wacław Werner od 1914 wchodził w skład Zarządu spółki, prowadził negocjacje w sprawie budowy filii zakładów w okolicach Sanoka; w roku sprawozdawczym 1923/24 pełnił funkcję zastępcy dyrektorów (Stefana Przanowskiego i Kazimierza Szwede), od 1926/27 do 1928/29 członka Rady Zarządzającej, w l. 1929/30 - 1936/37 wiceprezesa Rady Zarządzającej (Rady Nadzorczej), a w 1937/38 i 1938/39 – członka Rady Nadzorczej spółki.
W 1945 Wacław Werner próbował włączyć się w uruchomienie po wojennych zniszczeniach przedsiębiorstwa w Warszawie i jego filii w Głownie, jednak wobec upaństwowienia zakładów został odsunięty od wpływu na jego losy.

### Lata II wojny światowej

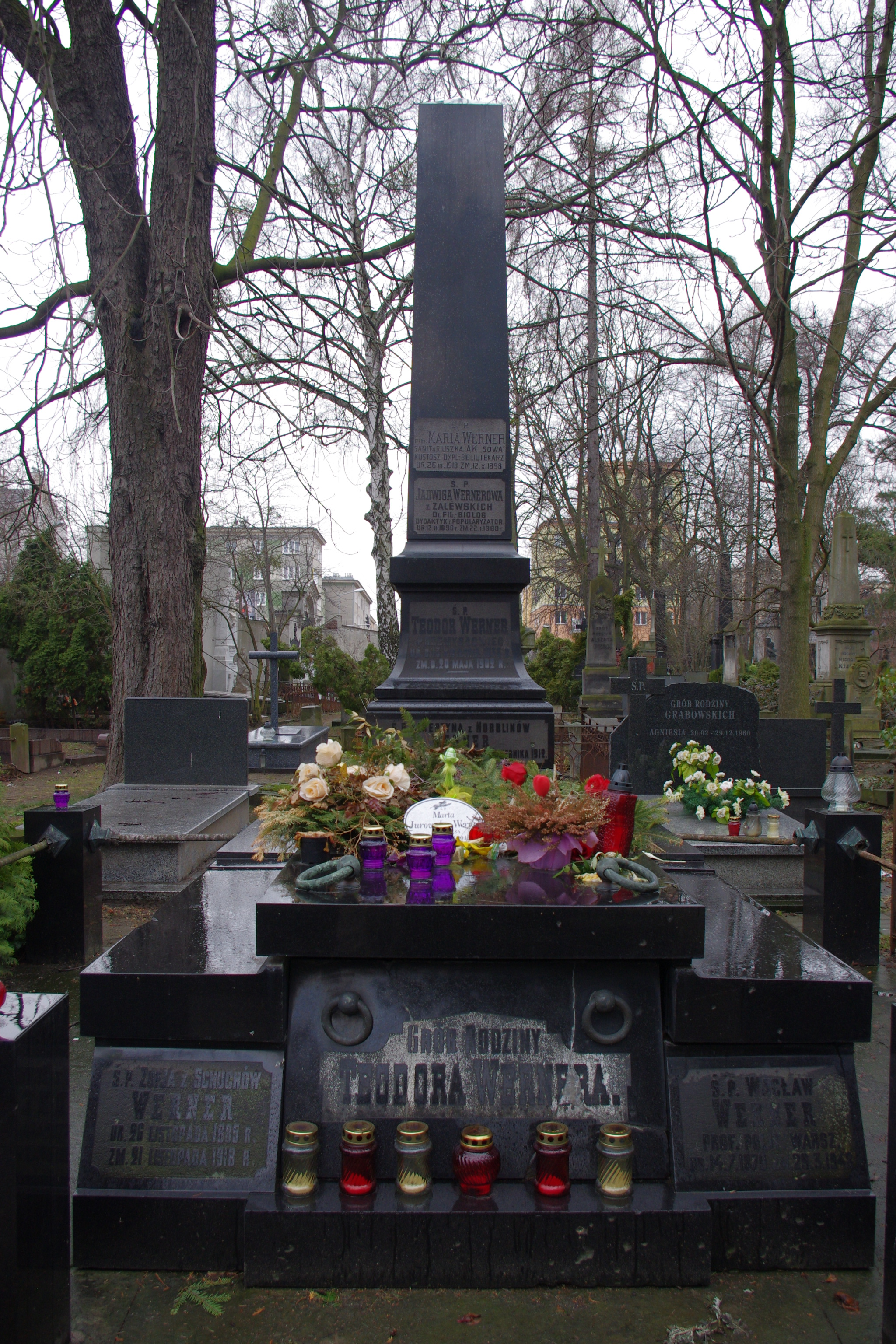
Grób Augusta Teodora Wernera, Jadwigi Werner, Marii Werner i Wacława Wernera na cmentarzu ewangelicko-reformowanym w Warszawie

Podczas okupacji hitlerowskiej Werner odmówił przyjęcia volkslisty. Prowadził w Warszawie i Brwinowie konspiracyjne komplety fizyki. Był prezesem delegatury Rady Głównej Opiekuńczej w Brwinowie, udzielał pomocy osobom poszukiwanym przez hitlerowców. W piwnicy swego domu w Brwinowie, przy ul. Słonecznej 3, ukrył preparat radowy – depozyt Towarzystwa Naukowego Warszawskiego (TNW), przekazany przez kierownika Pracowni Radiologicznej TNW prof. Ludwika Wertensteina; w 1947 Wacław Werner zwrócił preparat Towarzystwu, a w 1999 na ścianie domu w Brwinowie odsłonięto tablicę upamiętniającą ukrycie radu w czasie okupacji hitlerowskiej.
Po upadku powstania warszawskiego w jego domu znalazło schronienie wielu uchodźców ze stolicy.

### Po II wojnie światowej
Po wojnie kontynuował pracę na Politechnice Warszawskiej, w latach 1945-47 prowadził wykłady z ćwiczeniami z Fizyki doświadczalnej na Wydziale Chemicznym. W 1948 Rada Wydziału Chemicznego Politechniki Warszawskiej wystąpiła do Ministerstwa Oświaty o mianowanie Wernera profesorem tytularnym.
Opublikował popularny wykład: Fizyka dla wszystkich: podręcznik dla samouków, słuchaczy uniwersytetów robotniczych, uniwersytetów ludowych, kursów dla dorosłych, praca wydrukowana została w 4 tomach już po śmierci autora: tom 1: O siłach i ruchach, tom 2: Własności mechaniczne materii, tom 3: Nauka o cieple, tom 4: Elektryczność i magnetyzm (Wrocław, 1949-51), piątego tomu o promieniotwórczości nie zdążył przygotować.
W latach 40. XX w. na łamach czasopisma metodycznego dla nauczycieli Fizyka i Chemia opublikował 2 artykuły metodyczne. Zajmował się także popularyzowaniem fizyki w ramach współpracy z Polskim Radiem.

### Rodzina
Wacław Werner zmarł 29 marca 1948 w Brwinowie, pochowany na cmentarzu ewangelicko-reformowanym w Warszawie, przy ul. Żytniej w grobie rodziców (kwatera S-3-5).
W małżeństwie zawartym w kościele ewangelicko-reformowanym z Zofią Anielą Schuch (1885–1918), swoją współwyznawczynią, miał czworo dzieci:
- Helenę zam. Więckowską (1910–1996), dr geografii, adiunkta Uniwersytetu Warszawskiego,
- Witolda Teodora (1911–1942), inż. rolnika, pracownika Uniwersytetu Poznańskiego,
- Stanisława Adolfa (1914-2013), inż., popularyzatora fizyki, autora wspomnień rodzinnych pt. Korzenie,
- Marię Zofię[2] (1918–1998) bibliotekarkę.

W ponownym małżeństwie od 1934 z Jadwigą Zalewską, I voto Orłowską (1898–1980), dr zoologii, dzieci nie miał.